# Rethondes
Rethondes ist eine französische Gemeinde mit 649 Einwohnern (Stand 1. Januar 2022) im Département Oise in der Region Hauts-de-France (vor 2016 Picardie). Sie gehört zum Arrondissement Compiègne und zum Kanton Compiègne-1. Die Einwohner werden Rethondois genannt.

## Geografie
Die Gemeinde Rethondes liegt etwa acht Kilometer östlich von Compiègne an der Aisne, die die Gemeinde im Süden begrenzt. Nur einen Kilometer westlich von Rethondes befindet sich die berühmte Lichtung von Compiègne. Umgeben wird Rethondes von den Nachbargemeinden Saint-Crépin-aux-Bois im Norden und Osten, Berneuil-sur-Aisne im Südosten, Trosly-Breuil im Südosten und Süden, Compiègne im Südwesten sowie Choisy-au-Bac im Westen und Nordwesten.

## Bevölkerungsentwicklung
| Jahr                       | 1962 | 1968 | 1975 | 1982 | 1990 | 1999 | 2011 | 2021 |
| Einwohner                  | 388  | 451  | 458  | 504  | 591  | 668  | 734  | 643  |
| Quellen: Cassini und INSEE |      |      |      |      |      |      |      |      |

## Sehenswürdigkeiten
- Kirche Notre-Dame-de-l’Assomption aus dem 11. Jahrhundert

Schloss

- Schloss